# Georgia romana

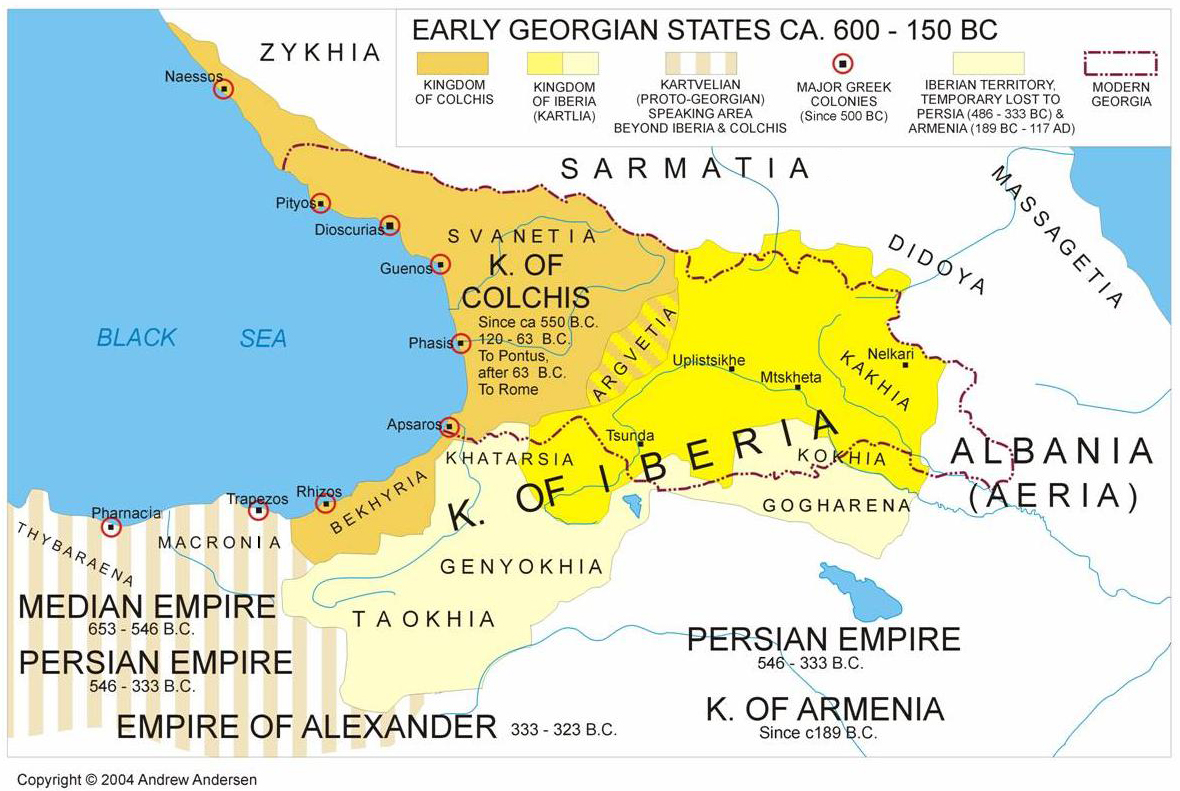
Georgia antes de Roma, con los Reinos de Colchis y de Iberia. Colchis (Cólquida) fue posteriormente la provincia romana de "Lazicum", mientras que Iberia (Iveria) fue un vasallaje romano.

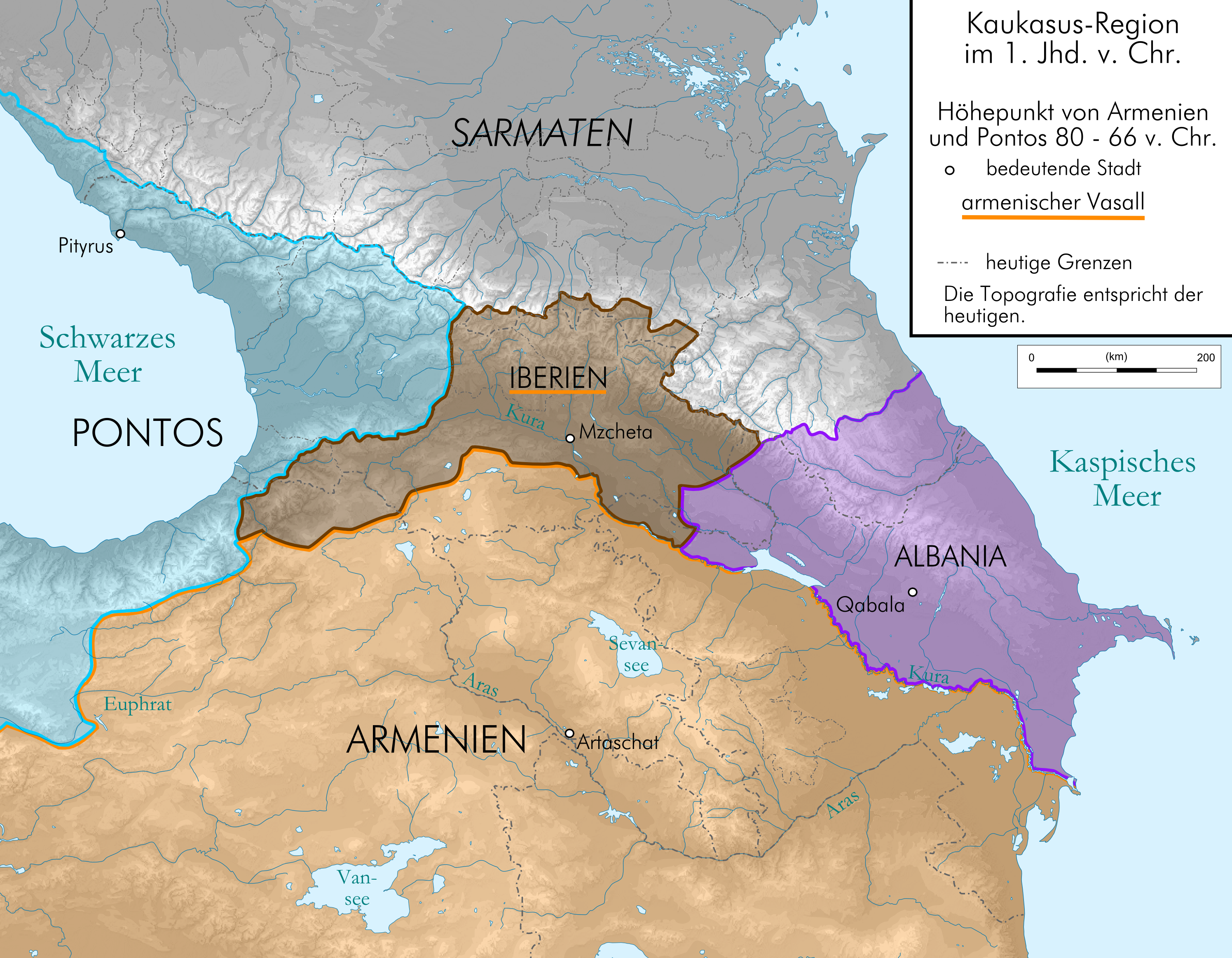
Las conquistas de Pompeyo (en azul) en Georgia occidental.

Georgia romana es la parte de Georgia que ha estado sujeta al Imperio romano, y su continuador oriental, el Imperio bizantino. Durante siete siglos Roma y Constantinopla controlaron directamente o indirectamente los dos reinos que correspondían a la actual Georgia occidental y oriental (Cólquida e Iberia caucásica).

## Historia
Las conquistas de Roma alcanzaron el Cáucaso a finales del siglo II antes de Cristo.
Como resultado de las conquistas del general romano Pompeyo, en el 65 a. C. toda la Cólquide fue incorporada al naciente Imperio Romano con el nombre de Lazicum.
Posteriormente, el emperador Nerón incluyó este territorio de la Georgia occidental en la provincia romana de Galatia, en el año 63 después de Cristo.
A partir del siglo I d. C. toda Georgia recibió desde el Imperio Romano una influencia religiosa y cultural que le ha dejado en herencia la religión cristiana: Georgia fue uno de los primeros estados en el mundo en cristianizarse oficialmente.

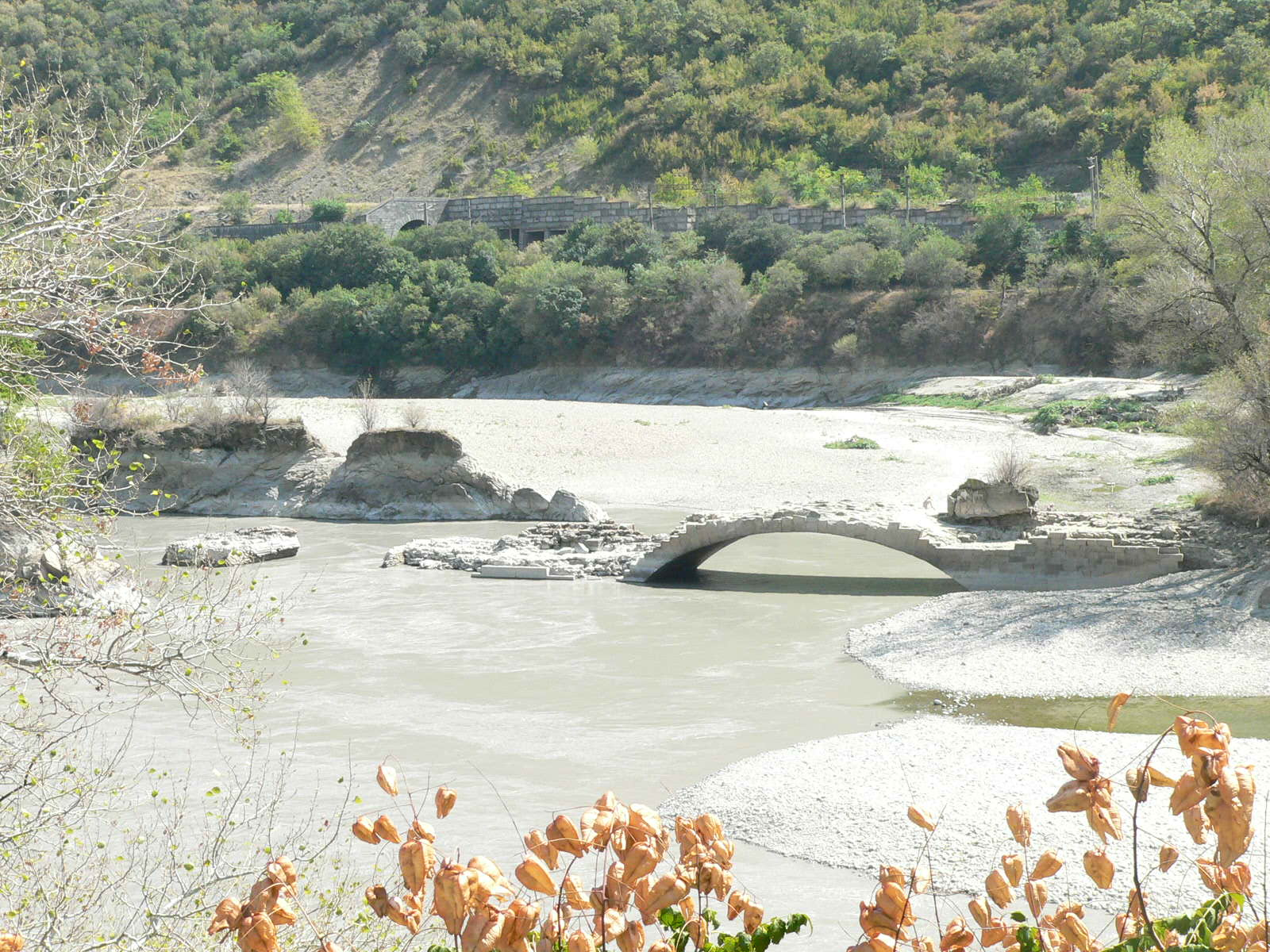
El llamado "Puente de Pompeyo", probablemente hecho por legionarios del general romano cerca de Tiflis.

Durante los siguientes 600 años la historia de Georgia estuvo caracterizada por las continuas guerras entre persas y romanos por el control del Cáucaso.
Mientras que la Georgia occidental con el nombre de Lazicum fue muy latinizada, especialmente en los tiempos de Trajano, la parte oriental solamente estuvo bajo protección romana, siendo prácticamente independiente hasta la conquista árabe en el siglo VII d. C.
Una inscripción en piedra del primer siglo encontrada cerca de Mtskheta, la antigua capital de Iberia, define al rey iberio Mihdrat I como "amigo de los césares" y rey de los "iberios apegados a los romanos". El emperador Vespasiano creó inclusive un muro defensivo en la misma ciudad en el año 75 para defenderla de las invasiones de los alanos.
El "Lazicum" fue casi independiente en la mitad del siglo III, gracias a sus alianzas con los persas, pero fue nuevamente conquistado por el emperador Diocleciano en el año 299 y fue llamado desde entonces provincia romana de Lázica.
Los bizantinos mantuvieron el control de la costa georgiana por varios siglos, hasta la definitiva conquista árabe en la segunda mitad del siglo VII: el fuerte de Gonio (actual Apsaros), en el sur de Lazicum, era defendido por casi 2000 legionarios desde el final del siglo III y –según Teodoro Mommsen– fue el centro de la dominación bizantina en la Georgia occidental.